# 阿塞拜疆护照
阿塞拜疆护照由阿塞拜疆共和国颁发，在阿塞拜疆公民作国际旅行时提供国籍证明。自2008年起，普通护照有效期为十年，包含34页以记录特别说明和签证。它以阿塞拜疆语和英语两种语言印制。
根据2025年1月8日发布的亨利护照指数，阿塞拜疆护照可免签证、落地签证或电子签证入境72个国家和地区，位居世界第70。